# Münchener Bilderbogen

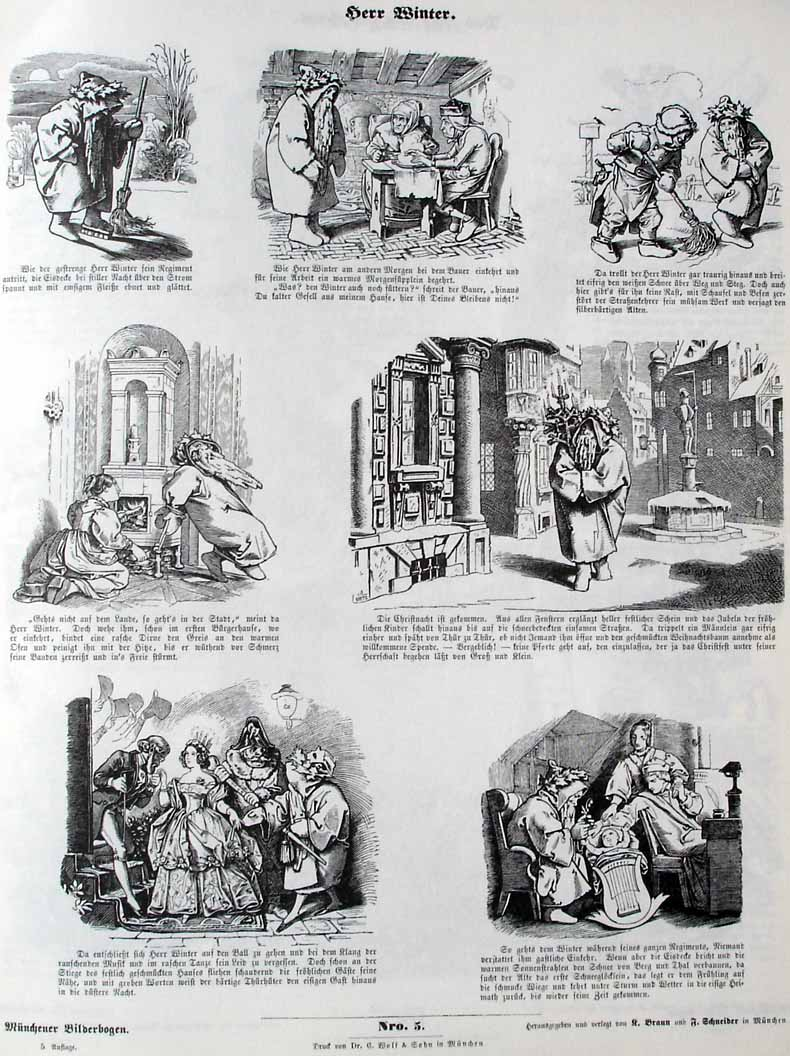
Moritz von Schwind: Herr Winter, Münchener Bilderbogen von 1848

Die Münchener Bilderbogen waren eine Serie von Einblattdrucken oder auch Bilderbogen, die der Verlag Braun & Schneider in München von 1848 bis 1898 14-täglich herausgab. Kaspar Braun gelang es, für die Gestaltung dieser Reihe eine Vielzahl später bekannter Künstler zu gewinnen und sein Konzept vom 'künstlerischen' Bilderbogen umzusetzen. Die von ihm dafür gewählte Drucktechnik war der Holzstich und nicht wie sonst beim Bilderbogen üblich die Lithografie.
In der Zeit von 1900 bis 1905 erschienen noch einige weitere Bilderbogen in unregelmäßiger Folge. Insgesamt veröffentlichte der Verlag in der Reihe 1230 Bilderbogen in 50 Jahresbänden.

## Künstler
Die Münchener Bilderbogen wurden unter anderem von folgenden bekannten Künstlern gestaltet:
- Albert Adamo
- Wilhelm Busch
- Gustav Adolf Closs
- Wilhelm von Diez
- Eduard Ille
- Ferdinand Knab
- Franz Kreuzer
- Heinrich Leutemann
- Lothar Meggendorfer
- Andreas Müller (Komponiermüller)
- Adolf Oberländer
- Franz von Pocci
- Arpad Schmidhammer
- Moritz von Schwind
- Fritz Steub
- Ludwig Gustav Voltz